# NGC 1873
NGC 1873 (również ESO 85-SC54) – gromada otwarta powiązana z mgławicą emisyjną, znajdująca się w gwiazdozbiorze Złotej Ryby. Należy do Wielkiego Obłoku Magellana. Odkrył ją John Herschel 2 stycznia 1837 roku, choć być może wcześniej zaobserwował ją James Dunlop 24 września 1826 roku.